# Gilbert Gress
Gilbert Gress (14 grudnia 1941 w Strasburgu) – francuski piłkarz grający na pozycji pomocnika. W swojej karierze rozegrał 3 mecze w reprezentacji Francji.

## Kariera klubowa
Karierę piłkarską Gress rozpoczął w klubie RC Strasbourg. W 1960 roku awansował do kadry pierwszego zespołu. 8 maja 1960 zadebiutował w nim w pierwszej lidze francuskiej w wygranym 2:1 domowym meczu z Girondins Bordeaux. W swoim debiutanckim sezonie spadł ze Strasbourgiem do drugiej ligi, ale już w sezonie 1960/1961 wrócił do pierwszej ligi. W sezonie 1965/1966 zdobył ze Strasbourgiem Puchar Francji.
Latem 1966 roku Gress przeszedł do VfB Stuttgart. 20 sierpnia 1966 zanotował swój debiut w Bundeslidze w wygranym 1:0 domowym spotkaniu z 1. FC Nürnberg. Zawodnikiem Stuttgartu był do końca 1970 roku.
Na początku 1971 roku Gress wrócił do Francji i został zawodnikiem Olympique Marsylia. W sezonach 1970/1971 oraz 1971/1972 wywalczył z Olympique dwa tytuły mistrza Francji z rzędu. W 1973 roku trafił do RC Strasbourg, by w 1975 roku odejść do szwajcarskiego Neuchâtel Xamax. W Szwajcarii grał przez dwa lata i w 1977 roku zakończył swoją karierę piłkarską.
| Sezon   | Klub               | Kraj       | Rozgrywki      | Mecze | Bramki |
| ------- | ------------------ | ---------- | -------------- | ----- | ------ |
| 1959/60 | RC Strasbourg      | Francja    | Division 1     | 2     | 0      |
| 1960/61 | RC Strasbourg      | Francja    | Division 2     | 26    | 6      |
| 1961/62 | RC Strasbourg      | Francja    | Division 1     | 2     | 0      |
| 1962/63 | RC Strasbourg      | Francja    | Division 1     | 23    | 5      |
| 1963/64 | RC Strasbourg      | Francja    | Division 1     | 33    | 3      |
| 1964/65 | RC Strasbourg      | Francja    | Division 1     | 34    | 3      |
| 1965/66 | RC Strasbourg      | Francja    | Division 1     | 36    | 3      |
| 1966/67 | VfB Stuttgart      | RFN        | Bundesliga     | 34    | 3      |
| 1967/68 | VfB Stuttgart      | RFN        | Bundesliga     | 33    | 9      |
| 1968/69 | VfB Stuttgart      | RFN        | Bundesliga     | 31    | 6      |
| 1969/70 | VfB Stuttgart      | RFN        | Bundesliga     | 34    | 5      |
| 1970/71 | VfB Stuttgart      | RFN        | Bundesliga     | 17    | 2      |
| 1970/71 | Olympique Marsylia | Francja    | Division 1     | 19    | 4      |
| 1971/72 | Olympique Marsylia | Francja    | Division 1     | 37    | 3      |
| 1972/73 | Olympique Marsylia | Francja    | Division 1     | 34    | 1      |
| 1973/74 | RC Strasbourg      | Francja    | Division 1     | 31    | 1      |
| 1974/75 | RC Strasbourg      | Francja    | Division 1     | 38    | 5      |
| 1975/76 | Neuchâtel Xamax    | Szwajcaria | Nationalliga A | ?     | ?      |
| 1976/77 | Neuchâtel Xamax    | Szwajcaria | Nationalliga A | ?     | ?      |

## Kariera reprezentacyjna
W reprezentacji Francji Gress zadebiutował 27 września 1967 roku w przegranym 1:5 towarzyskim meczu z RFN, rozegranym w Berlinie Zachodnim. W swojej karierze grał w eliminacjach do MŚ 1970 i do Euro 72. Od 1967 do 1971 roku rozegrał w kadrze narodowej 3 mecze.
| Mecze i gole w reprezentacji | Mecze i gole w reprezentacji | Mecze i gole w reprezentacji | Mecze i gole w reprezentacji | Mecze i gole w reprezentacji | Mecze i gole w reprezentacji | Mecze i gole w reprezentacji |
| #                            | Data                         | Stadion                      | Rywal                        | Wynik                        | Gol                          | Rozgrywki                    |
| 1967                         | 1967                         | 1967                         | 1967                         | 1967                         | 1967                         | 1967                         |
| ---------------------------- | ---------------------------- | ---------------------------- | ---------------------------- | ---------------------------- | ---------------------------- | ---------------------------- |
| 1.                           | 27.09.1967                   | Berlin Zachodni, RFN         | RFN                          | 1:5                          | 0                            | towarzyski                   |
| 1968                         |                              |                              |                              |                              |                              |                              |
| 2.                           | 06.11.1968                   | Strasburg, Francja           | Norwegia                     | 0:1                          | 0                            | el. MŚ 1970                  |
| 1971                         |                              |                              |                              |                              |                              |                              |
| 3.                           | 09.10.1971                   | Colombes, Francja            | Węgry                        | 0:2                          | 0                            | el. ME 1972                  |

## Kariera trenerska
Gdy Gress występował w Neuchâtel Xamax, był jego trenerem. W 1977 roku został trenerem RC Strasbourg i w sezonie 1978/1979 doprowadził ten klub do wywalczenia tytułu mistrza Francji. W 1980 roku odszedł do belgijskiego Club Brugge, a w 1981 roku wrócił do Neuchâtel Xamax i prowadził go do 1990 roku. W sezonach 1986/1987 i 1987/1988 wywalczył z nim dwa tytuły mistrza Szwajcarii z rzędu. W latach 1990–1991 pracował w Servette FC. W latach 1991–1994 ponownie był trenerem Strasbourga.
W 1998 roku Gress został selekcjonerem reprezentacji Szwajcarii i na tym stanowisku zastąpił Rolfa Fringera. W reprezentacji pracował do 1999 roku.
W 2000 roku Gress został trenerem FC Zürich. Jeszcze w 2000 roku zdobył z nim Puchar Szwajcarii. Następnie pracował w takich klubach jak: FC Metz, Sturm Graz, FC Sion, FC Aarau i ponownie RC Strasbourg.